# Jordan Elsey
Jordan Elsey (Adelaide, 2 marzo 1994) è un calciatore indiano, difensore dell'Adelaide Utd.

## Carriera
Nel dicembre 2013, Elsey si è unito in prestito al Kitchee, club della Prima Divisione di Hong Kong, tuttavia è stato richiamato poco dopo e successivamente non ha fatto nessuna apparizione da senior. Nel gennaio 2014 ha segnato il suo primo gol con l'Adelaide United nei tempi di recupero di una partita contro la capolista Brisbane Roar, regalando alla sua squadra una vittoria per 2-1.
Il 4 novembre 2014 l'Adelaide United ha confermato che Jordan aveva rotto il legamento crociato anteriore. Ha fatto il suo ritorno in campo il 7 novembre 2015 giocando per la squadra giovanile dell'Adelaide United e un ritorno nella squadra senior più avanti nella stagione. Nel luglio 2021 è scaduto il suo contratto ed è rimasto svincolato.
L'8 luglio 2021 è stata annunciata la sua firma col Newcastle Jets per la stagione 2021/22.
Nel gennaio 2023 ha lasciò i Newcastle Jets e ha firmato col Perth Glory.

## Statistiche

### Presenze e reti nei club
| Stagione  | Club        | Campionato | Campionato | Campionato | Coppe nazionali | Coppe nazionali | Coppe nazionali | Coppe continentali | Coppe continentali | Coppe continentali | Supercoppe | Supercoppe | Supercoppe | Totale | Totale |
| Stagione  | Club        | Comp       | Pres       | Reti       | Comp            | Pres            | Reti            | Comp               | Pres               | Reti               | Comp       | Pres       | Reti       | Pres   | Reti   |
| --------- | ----------- | ---------- | ---------- | ---------- | --------------- | --------------- | --------------- | ------------------ | ------------------ | ------------------ | ---------- | ---------- | ---------- | ------ | ------ |
| 2023-2024 | East Bengal | ISL        | -          | -          | SC              | -               | -               | -                  | -                  | -                  | DC         | 6          | 1          | 6      | 1      |
| Totale    | Totale      | Totale     | 0          | 0          |                 | 0               | 0               |                    | -                  | -                  |            | 6          | 1          | 6      | 1      |

## Palmarès

### Club

#### Competizioni nazionali
- Premier's Plate: 1

Adelaide United: 2015-2016
- Campionato australiano: 1

Adelaide United: 2015-2016
- FFA Cup: 2

Adelaide United: 2018, 2019